# Эберт, Хенриетта
Хенриетта Эберт (нем. Henrietta Ebert; род. 15 января 1954, Бранденбург-на-Хафеле), в девичестве Доблер (нем. Dobler) — немецкая гребчиха, выступавшая за сборную ГДР по академической гребле в 1970-х годах. Чемпионка летних Олимпийских игр в Монреале, двукратная чемпионка мира, победительница многих регат национального и международного значения.

## Биография
Хенриетта Доблер родилась 15 января 1954 года в городе Бранденбург-на-Хафеле, ГДР. Заниматься академической греблей начала в 1971 году, проходила подготовку в берлинском спортивном клубе «Динамо».
Первого серьёзного успеха на взрослом международном уровне добилась в сезоне 1973 года, когда вошла в основной состав восточногерманской национальной сборной и побывала на чемпионате Европы в Москве, откуда привезла награду серебряного достоинства, выигранную в зачёте распашных восьмёрок с рулевой — в финале их опередила только команда из СССР.
На чемпионате мира 1974 года в Люцерне финишировала в восьмёрках первой и завоевала тем самым золотую медаль. Год спустя на аналогичных соревнованиях в Ноттингеме была лучшей в рулевых четвёрках.
В 1976 году вышла замуж и начиная с этого времени выступала на соревнованиях под фамилией Эберт. Благодаря череде удачных выступлений удостоилась права защищать честь страны на летних Олимпийских играх в Монреале — здесь со своей командой так же показала в восьмёрках лучший результат и стала олимпийской чемпионкой.
После монреальской Олимпиады ещё в течение некоторого времени оставалась в гребной сборной ГДР и продолжала принимать участие в крупнейших международных регатах. Так, в 1978 году выступила в восьмёрках на мировом первенстве в Кембридже, выиграв серебряную медаль — в финале их команду опередила советская сборная.
За выдающиеся спортивные достижения в 1974 и 1976 годах награждалась орденом «За заслуги перед Отечеством» в бронзе и серебре соответственно.
Завершив спортивную карьеру, Хенриетта Эберт выучилась на кондитера и затем работала поваром в берлинском «Динамо». После воссоединения Германии находилась на государственной службе в Кёпенике.